# La Cañada Flintridge
La Cañada Flintridge – miasto w Stanach Zjednoczonych, w stanie Kalifornia, w hrabstwie Los Angeles. W 2010 zamieszkiwało je 20 246 osób. Miasto leży na wysokości 362 metrów n.p.m. i zajmuje powierzchnię 22,391 km².
Prawa miejskie uzyskało 8 grudnia 1976.
W mieście urodził się Victor Fleming